# Miguel Ángel Asturias
Miguel Ángel Asturias Rosales (Ciudad de Guatemala, 19 de octubre de 1899-Madrid, 9 de junio de 1974) fue un escritor, periodista y diplomático guatemalteco que contribuyó al desarrollo de la literatura latinoamericana, influyó en la cultura occidental y, al mismo tiempo, llamó la atención sobre la importancia de las culturas indígenas, especialmente las de su país natal, Guatemala.
Aunque Asturias nació y se crio en Guatemala, vivió una parte importante de su vida adulta en el extranjero. Durante su primera estancia en París, en la década de 1920, estudió antropología y mitología indígena. Algunos científicos lo consideran el primer novelista latinoamericano en mostrar cómo el estudio de la antropología y de la lingüística podía influir en la literatura. En París, Asturias también se asoció con el movimiento surrealista. Se le atribuye la introducción de muchas características del estilo modernista en las letras latinoamericanas. Como tal, fue un importante precursor del boom latinoamericano de los años 1960 y 1970.
En El señor presidente, una de sus novelas más famosas, Asturias describe la vida bajo la dictadura de Manuel Estrada Cabrera, quien gobernó en Guatemala entre 1898 y 1920. Su oposición pública lo llevó al exilio, por lo que tuvo que pasar gran parte de su vida en el extranjero, sobre todo en América del Sur y Europa. La novela Hombres de maíz, que se considera a veces como su obra maestra, es una defensa de la cultura maya. Asturias sintetiza su amplio conocimiento de las creencias mayas con sus convicciones políticas para canalizar ambas hacia una vida de compromiso y solidaridad. Su obra es a menudo identificada con las aspiraciones sociales y morales de la población guatemalteca.
Tras décadas de exilio y marginación, Asturias finalmente obtuvo amplio reconocimiento en los años 1960. En 1965 ganó el Premio Lenin de la Paz de la Unión Soviética. Luego, en 1967, recibió el Premio Nobel de Literatura, convirtiéndose así en el tercer autor americano no estadounidense en recibir este honor —tras Gabriela Mistral en 1945 y Saint-John Perse en 1960— y el segundo hispanoamericano. Asturias pasó sus últimos años en Madrid, donde murió a la edad de 74 años. Fue enterrado en el cementerio de Père Lachaise en París.

## Biografía

### Familia y periodo formativo
Nació en la Ciudad de Guatemala el 19 de octubre de 1899, como el primer hijo de Ernesto Asturias Girón, abogado y juez, y María Rosales de Asturias, maestra de escuela. Su hermano Marco Antonio nació dos años después. Los padres de Asturias eran de ascendencia española, y relativamente distinguidos: su padre podía trazar su línea familiar hasta los colonos que habían llegado a Guatemala en la década de 1660; su madre, con una ascendencia más difusa, era la hija de un coronel. En 1905, cuando Asturias tenía seis años, la familia se trasladó a la casa de sus abuelos donde vivieron un estilo de vida más cómodo.
A pesar de su posición relativamente privilegiada, el padre de Asturias se opuso a la dictadura del presidente Manuel Estrada Cabrera, quien había llegado al poder en febrero de 1898. Como Asturias recordó más tarde: «Mis padres eran bastante perseguidos, pero no eran conjurados ni cosa que se parezca». Tras un incidente en 1904, en el que el padre de Asturias, en su calidad de juez, puso en libertad a algunos estudiantes detenidos por causar disturbios, se enfrentó directamente con el dictador, y perdió su empleo. En 1905, la familia se vio obligada a trasladarse a la ciudad de Salamá, la cabecera departamental de Baja Verapaz, donde Miguel Ángel Asturias vivió en la granja de sus abuelos. Fue aquí donde Asturias por primera vez entró en contacto con la población indígena de Guatemala; su niñera, Lola Reyes, era una joven indígena que le contaba historias, mitos y leyendas de su cultura, que más tarde tendrían una gran influencia en sus obras.
En 1908, cuando Asturias tenía nueve años, regresó con su familia a los suburbios de la Ciudad de Guatemala. Establecieron una tienda de suministros en el barrio de La Parroquia Vieja, donde pasó su adolescencia. Asturias asistió al Colegio del Padre Pedro y después al Colegio del Padre Solís; cuando era estudiante comenzó a escribir y realizó el primer borrador de una historia que más tarde se convertiría en la novela El señor presidente. Finalmente, obtuvo su bachillerato en Ciencias y Letras en el Instituto Nacional Central para Varones.
En 1922, junto con otros estudiantes, fundó la Universidad Popular, un proyecto comunitario según el cual «la clase media se anima a contribuir al bienestar general, mediante la enseñanza de cursos gratuitos para los más desfavorecidos». Pasó un año estudiando medicina antes de pasar a la Escuela Facultativa de Derecho y Notariado de la Universidad Nacional. Obtuvo su título de abogado en 1923 y recibió el Premio Gálvez por su tesis sobre la problemática de los indígenas. Recibió también el Premio Falla por ser el mejor estudiante de su facultad. Fue en la Universidad Nacional que fundó la Asociación de Estudiantes Universitarios y la Asociación de estudiantes El Derecho, además de participar activamente en La Tribuna del Partido Unionista. Este último grupo fue el que en última instancia derrocó a la dictadura de Manuel Estrada Cabrera en 1920. En referencia a su obra literaria, la participación de Asturias en todas estas organizaciones influenció muchas de las escenas en las novelas El Señor Presidente y Viernes de Dolores. Asturias se involucró en la política trabajando como representante de la Asociación General de Estudiantes Universitarios, y viajó a El Salvador y Honduras debido a su nuevo empleo. En 1920, mientras estaba en el Instituto Nacional Central para Varones participó en el levantamiento contra Manuel Estrada Cabrera, organizando huelgas. Asturias y sus compañeros de clase, formaron lo que ahora se conoce como «La Generación del 20».
La tesis universitaria de Asturias, «El problema social del indio», fue publicada en 1923. En 1923, después de recibir su título de abogado, viajó a Europa. En París estudió etnología en la Sorbona —Universidad de París— y se convirtió en un surrealista dedicado bajo la influencia del poeta y teórico de la literatura francesa André Breton. En París fue también influenciado por el círculo de escritores y artistas de Montparnasse y comenzó a escribir poesía y ficción. Durante este tiempo desarrolló una profunda preocupación por la cultura maya y en 1925 comenzó con la traducción al español del Popol Vuh, el texto sagrado de los mayas, un proyecto al que se dedicó durante cuarenta años. También fundó la revista Nuevos Tiempos mientras estaba en París. Se quedó en París durante diez años. En Francia establece una gran amistad con los escritores Arturo Uslar Pietri y Alejo Carpentier, de cuyas discusiones surge una nueva sensilidad de la literatura latinoamericana, que luego se denominaría realismo mágico, término acuñado por Uslar Pietri, luego de leer en la década de los 20 un artículo de Franz Roh, aplicado a la pintura neoexpresionista alemana, y que luego, Carpentier, en el prólogo a El reino de este mundo (1949) denominaría «lo real maravilloso americano».
En 1930 publicó su primer libro Leyendas de Guatemala. Dos años más tarde, en París, Asturias recibió el Premio Sylla Monsegur para la traducción al francés de Leyendas de Guatemala y el 14 de julio de 1933 regresó a Guatemala.

### Carrera política

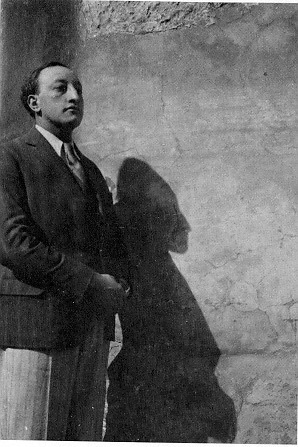
Miguel Ángel Asturias frente al Muro de los Lamentos en Israel.

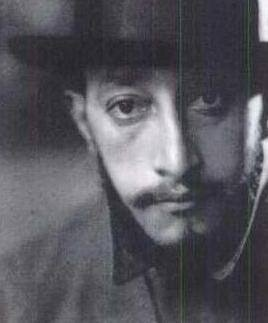
Miguel Ángel Asturias en su época de estudiante universitario.

Cuando Asturias regresó a su país natal en 1933, tuvo su primer encuentro con el dictador Jorge Ubico y su régimen que no iba a tolerar sus ideales políticos. Ubico cerró la Universidad Popular que Asturias había fundado en 1922.
En 1933 Asturias trabajó como periodista. Fundó y editó una «revista» de radio llamada El diario del aire. Escribió varios volúmenes de poesía en esta época, siendo Sonetos el primero, publicado en 1936.
En 1942, fue elegido diputado al Congreso Nacional. Tras la caída del régimen de Jorge Ubico y la elección del presidente reformista Juan José Arévalo en 1944, Asturias comenzó una carrera diplomática en 1946, sin dejar de escribir durante su servicio en varios países de América Central y América del Sur. Asturias tuvo puestos diplomáticos en Buenos Aires en 1947 y en París en 1952.

### Familia
Miguel Ángel Asturias se casó con Clemencia Amado (1915-1979) en 1939. Tuvieron dos hijos, Miguel Ángel y Rodrigo. Se divorciaron en 1947. Asturias se casó por segunda vez con Blanca Mora y Araujo en 1950. Como Mora y Araujo era argentina, cuando Asturias fue expatriado de Guatemala en 1954, se fueron a vivir a Buenos Aires donde permanecieron ocho años. Asturias dedicó su obra Week-end en Guatemala a su esposa, Blanca, después de su publicación en 1956. Permanecieron casados hasta la muerte de Asturias en 1974.
Rodrigo Asturias Amado, hijo de su primer matrimonio, fue comandante guerrillero de la ORPA e integrante de la Unidad Revolucionaria Nacional Guatemalteca (URNG).
Rodrigo Asturias adoptó el nombre de guerra Gaspar Ilom, nombre de un indígena rebelde en Hombres de maíz, la novela de su padre.
La URNG fue una organización guerrillera que se opuso a los gobiernos militares de la década de 1980 durante la Guerra Civil de Guatemala. Tras la firma de los acuerdos de paz en 1996 la URNG se convirtió en un partido político.

### Exilio y rehabilitación

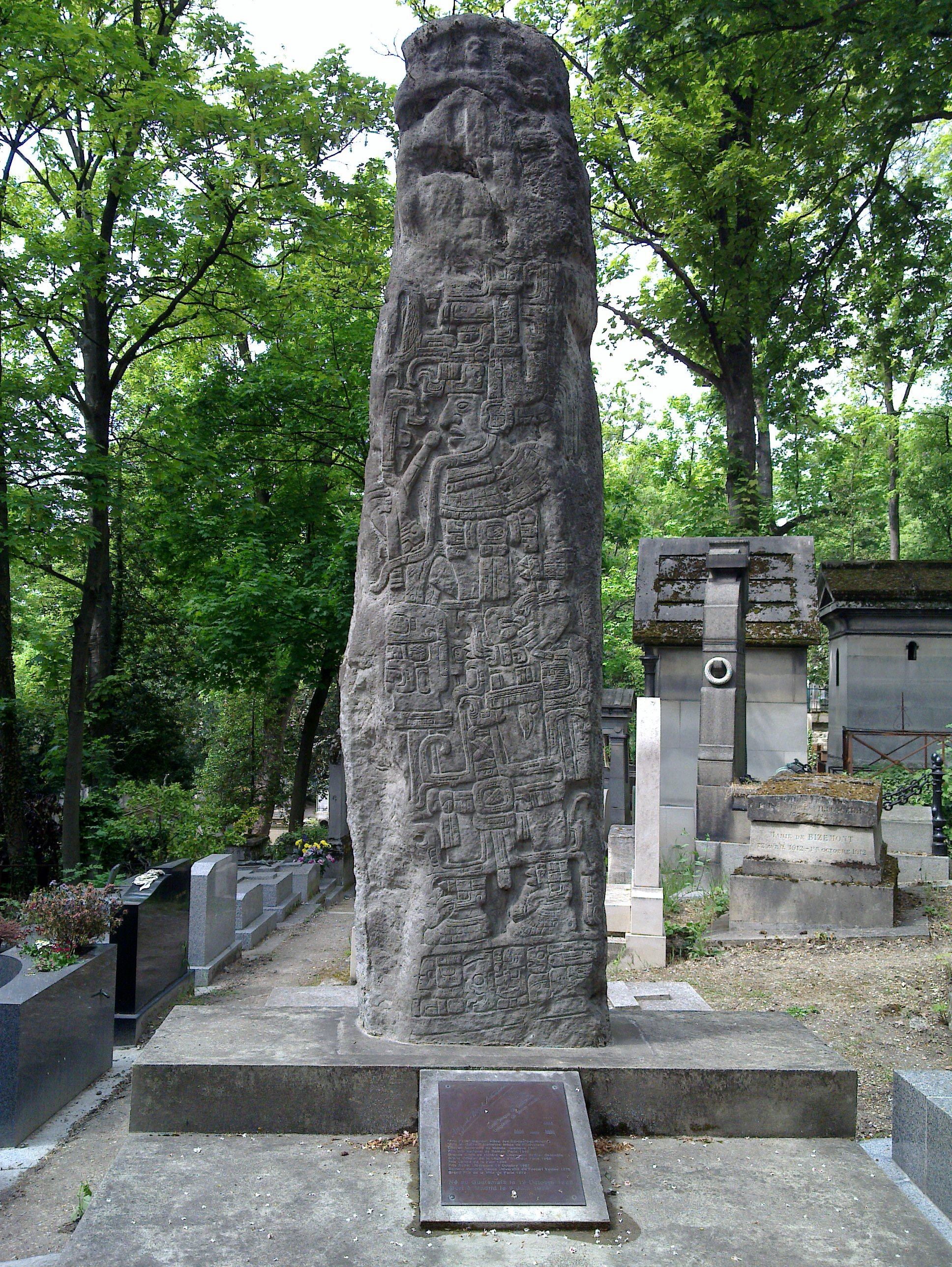
Tumba de Miguel Ángel Asturias en el cementerio de Père Lachaise en París, Francia, coronada con una réplica de la Estela 14 de Ceibal.

Miguel Ángel Asturias dedicó gran parte de su energía política apoyando al gobierno de Jacobo Arbenz, sucesor electo del presidente Juan José Arévalo. Tras la caída del gobierno de Jacobo Arbenz, el nuevo mandatario Coronel Carlos Castillo Armas, ordenó que Asturias fuera despojado de su nacionalidad guatemalteca y expulsado del país por su apoyo al anterior gobierno.
Durante los siguientes ocho años Asturias vivió exiliado en Buenos Aires y Chile. Después de un cambio de gobierno en Argentina, tuvo que buscar nuevamente un nuevo hogar y se traslada a Europa. Durante su estancia en Génova su reputación como autor creció con la publicación de su novela Mulata de tal (1963).
En 1966 el presidente electo Julio César Méndez Montenegro llega al poder en Guatemala y rehabilita a Asturias: se le devuelve su ciudadanía guatemalteca y es nombrado embajador en Francia, donde ocupa el cargo hasta 1970 y toma residencia permanente en París. En 1967 se publica en Boston la traducción al inglés de Mulata de tal . y Asturias es galardonado con el Premio Nobel de Literatura «Por sus logros literarios vivos, fuertemente arraigados en los rasgos nacionales y las tradiciones de los pueblos indígenas de América Latina».

### Muerte
Asturias pasó sus últimos años en Madrid, donde murió de cáncer en 1974. Está enterrado en el cementerio de Père Lachaise en París. Su tumba esta coronada con una réplica de la Estela 14 de Ceibal.

### Posible repatriación
El 9 de junio de 2024, el presidente Bernardo Arévalo anunció que la familia de Asturias aceptó la repatriación de los restos de Asturias a territorio guatemalteco. Ese mismo día se inauguró el «año de Miguel Ángel Asturias» para conmemorar los 125 años de su nacimiento y 50 años de su fallecimiento.

## Obras mayores
Novelista y poeta del realismo mágico, influido en sus orígenes por el realismo, muy pronto, sin renunciar a esa impronta, se adentra en su campo predilecto: la mitología aborigen, la propia tierra —lo «telúrico», en término muy actual—, en el sentido de compromiso con los sinsabores de los campesinos sometidos al yugo colonialista, lo que se ve en los títulos de sus obras. Junto a ello, y una faceta no menos importante, la calidad y sonoridades de su prosa apenas admiten comparación en la literatura castellana del siglo xx.
Publica Leyendas de Guatemala (1930) en torno a mitos y leyendas nativos y mestizos. En su célebre novela El señor presidente (1946) retrata a un típico dictador latinoamericano —como también hicieron Valle Inclán en Tirano Banderas, García Márquez en El otoño del patriarca, Roa Bastos en Yo el supremo, Alejo Carpentier en El recurso del método o Vargas Llosa en La fiesta del chivo— para lo que se sirvió de procedimientos grotescos y burlescos con el fin de describir con contundencia la brutalidad y la opresión social ejercidas por los gobiernos dictatoriales.
Escribió los libretos de las óperas Emulo Lipolidón e Imágenes de nacimiento para el compositor José Castañeda.

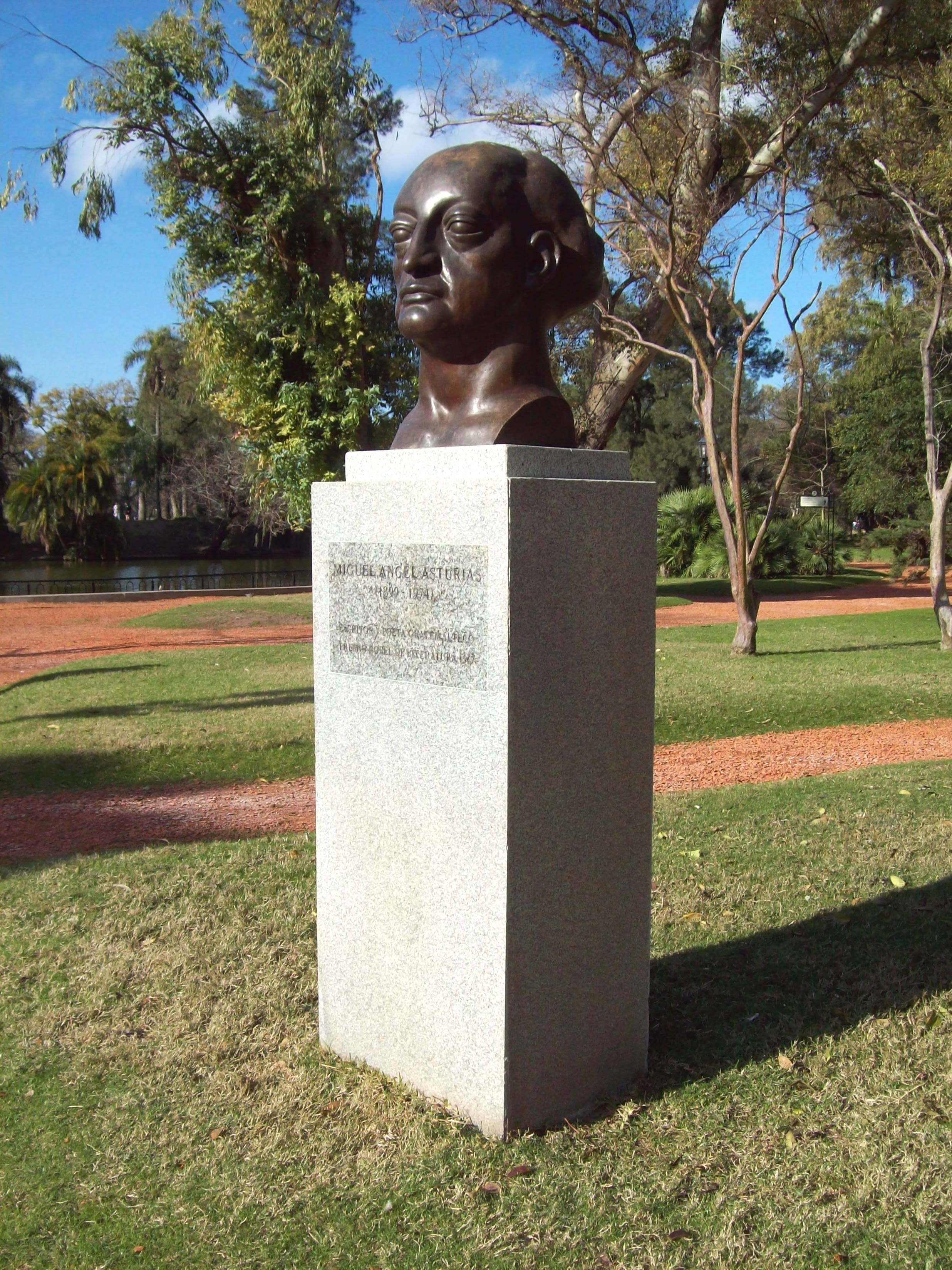
Monumento a Miguel Ángel Asturias en el Paseo de los poetas, Rosedal de Palermo, ciudad de Buenos Aires.

Hombres de maíz (1949) es reconocida por muchos como su obra maestra. En la novela se aprecian las voces y los rostros del oprobio y la injusticia, pero en términos de cruda explotación colonial. Para ello, lo más resaltable es que el autor logra, de forma casi sobrenatural, acoplar el lenguaje y el ritmo de su prosa a los personajes que retrata, a sus fantásticas creencias, sus atávicas maneras y costumbres.
En esta misma línea se encuentran dos de sus principales obras: Mulata de tal y Tres de cuatro soles, en las cuales el autor incorpora a su novelística sus conocimientos antropológicos sobre mitología maya, poniendo en relación de manera magistral, al apelar a una forma de narrar fuertemente influida por el surrealismo, las cosmovisiones aparentemente excluyentes de la Guatemala pre- y postcolonial. En estas obras los antiguos dioses mayas recuperan inesperadamente su lugar en el mundo contemporáneo, como en Tres de cuatro soles, o son brutalmente reemplazados por nuevas deidades traídas e impuestas por las distintas potencias imperiales. En este proceso las metamorfosis y los cambios abundan, como se puede observar en Mulata de tal, libro de gran estilo, complejo y maravilloso.
Este mundo sincrético diverso y culturalmente rico, sobrevive fundamentalmente en el lenguaje de los pobres y los explotados, lenguaje que Asturias maneja con singular habilidad, que le permite mostrar un mundo en una frase y ensayar una poética de los excluidos y de los oprimidos.
El autor se resiste a aceptar el genocidio cultural y humano que la realidad colonial parece imponerle a su pueblo, y reafirma la vitalidad de este último, encarando una empresa literaria que pone como principales protagonistas a aquellas víctimas sometidas al yugo de la dominación imperialista que, no obstante su situación, resisten a la opresión, manteniendo y reproduciendo en las condiciones más adversas una identidad propia.
Insistió en parecidos temas en sus siguientes obras, como en la polémica trilogía novelística conocida como «La trilogía de la república de la banana» que es conformada por: Viento fuerte (1950), El papa verde (1954) y Los ojos de los enterrados (1960).
Las obras de teatro de Miguel Ángel Asturias son menos conocidas, si bien abunda en el inconformismo y la crítica social: Chantaje y Dique seco, ambas de 1964.

### Leyendas de Guatemala
El primer libro publicado de Asturias fue Leyendas de Guatemala (1930), una colección de nueve historias que exploran los mitos mayas de la época precolonial, así como temas que se refieren al desarrollo de una identidad nacional guatemalteca. Su fascinación por textos precolombinos como Popol Vuh y Anales de los Xajil, así como sus creencias en mitos y leyendas populares, tuvieron una gran influencia en la obra. La académica Jean Franco describe el libro como «recreaciones líricas del folklore guatemalteco, inspirándose en fuentes coloniales y precolombinas». Para el crítico de la literatura latinoamericana Gerald Martin, Leyendas de Guatemala es «La primera gran contribución antropológica a la literatura española de América». Según el académico Francisco Solares-Larrave, las historias son un precursor del movimiento del realismo mágico. Asturias utilizó escritura convencional y prosa lírica para contar una historia acerca de aves y otros animales que conversan con seres humanos arquetípicos. El estilo de escritura de Asturias en Leyendas de Guatemala ha sido descrito por algunos como «historia-sueño-poemas». En cada leyenda, Asturias atrae al lector con una furia de belleza y misterio sin ser capaz de comprender el sentido de espacio y tiempo. Leyendas de Guatemala trajo elogios de la crítica en Francia, así como en Guatemala. El destacado poeta y ensayista francés Paul Valéry escribió sobre el libro: «descubrí que se creó un sueño tropical, que viví con singular encanto».

### El señor presidente
El señor presidente, una de las novelas más aclamadas de Asturias, se completó en 1933 pero permaneció inédita hasta 1946, cuando salió en México como publicación privada. Como uno de sus primeros trabajos, El señor presidente mostró el talento de Asturias y su influencia como novelista. Zimmerman y Rojas describen su obra como una «denuncia apasionada contra el dictador guatemalteco Manuel Estrada Cabrera». La novela fue escrita durante el exilio de Asturias, en París. Durante la realización de la novela, Asturias se asociaba con los miembros del movimiento surrealista, así como con otros futuros escritores de América Latina, tales como Arturo Uslar Pietri y el cubano Alejo Carpentier. El señor presidente es una de muchas novelas que exploran la vida bajo un dictador de América Latina y, de hecho, ha sido proclamada por algunos como la primera novela real, a explorar el tema de la dictadura. El libro también ha sido llamado un estudio del miedo, porque el miedo es el clima en el que se desarrolla.
El señor presidente utiliza técnicas surrealistas y refleja la idea de Asturias que la conciencia irracional de la realidad de los indígenas es una expresión de fuerzas subconscientes. Aunque el autor nunca especifica el lugar donde la novela tiene lugar, es evidente que el argumento se ve influenciado por el gobierno del presidente y dictador guatemalteco, Manuel Estrada Cabrera. La novela de Asturias examina la forma en que el mal se extiende hacia abajo desde un poderoso líder político, por las calles y en las casas de los ciudadanos. Muchos temas, como la justicia y el amor, son objeto de burla en la novela, y escapar de la tiranía del dictador es aparentemente imposible. Cada personaje en la novela se ve profundamente afectado por la dictadura y debe luchar para sobrevivir en una realidad aterradora. La historia comienza con la muerte accidental de un alto funcionario, el coronel Parrales Sonriente. El presidente utiliza la muerte del coronel para deshacerse de dos hombres, cuando se decide a implicarles en el asesinato. Las tácticas del presidente son vistas como sádicas, ya que cree que su palabra es la ley que nadie debe de cuestionar. La novela entonces acompaña a varios personajes, algunos cercanos al presidente y otros que buscan escapar de su régimen. El consejero de confianza del dictador, a quien el lector conoce como «Cara de ángel», se enamora de Camila, la hija del general Canales. Bajo la orden directa del presidente, Cara de ángel convence al general Canales que una fuga inmediata es imprescindible. Desafortunadamente, el general es uno de los dos hombres que el presidente está tratando de implicar por asesinato; el propósito del presidente es que general Canales parezca culpable al ser baleado mientras huía. Mientras que el general es perseguido para su ejecución, su hija está bajo arresto domiciliario por Cara de ángel. Cara de ángel se ve atrapado entre su amor por Camila y su deber ante el presidente. Aunque el dictador nunca se nombra en la obra, tiene similitudes inequívocas con Manuel Estrada Cabrera.
En 1974, el dramaturgo Hugo Carrillo adaptó El señor presidente en una obra de teatro.

### Hombres de maíz
Hombres de maíz (1949) es generalmente considerado la obra maestra de Asturias, aunque sigue siendo una de sus novelas menos comprendidas. El título de Hombres de maíz se refiere a la creencia de los indígenas mayas de que su carne estaba hecha de maíz. La novela está escrita en seis partes, cada una explorando el contraste entre las costumbres tradicionales de los indígenas y una sociedad en proceso de modernización. El libro explora el mundo mágico de las comunidades indígenas, un tema del cual el autor era a la vez apasionado y conocedor. La novela se basa en la leyenda tradicional, pero la historia es de creación propia de Asturias. El argumento gira en torno a una comunidad indígena aislada —los hombres de maíz o «gente del maíz»—, cuya tierra está amenazada por personas ajenas con el propósito de su explotación comercial. Un líder indígena, Gaspar Ilom, encabeza la resistencia de la comunidad contra los colonos, quienes lo matan con la esperanza de frustrar la rebelión. Más allá de su tumba, Ilom vive como un «héroe popular»; a pesar de sus esfuerzos, no puede prevenir que la gente pierde sus tierras. En la segunda mitad de la novela, el personaje central es un cartero, Nicho, y la historia gira en torno a la búsqueda de su esposa perdida. En el curso de su búsqueda, abandona sus funciones, atados como los son a la «sociedad de los blancos», y se transforma en un coyote, el cual representa a su espíritu guardián. Esta transformación es otra referencia a la cultura maya; la creencia en el nahualismo, o la capacidad del hombre de asumir la forma de su animal guardián, es uno de los muchos aspectos esenciales para la comprensión de los significados ocultos de la novela. A través de la alegoría, Asturias muestra cómo el imperialismo europeo domina y transforma las tradiciones indígenas en las Américas. Al final de la novela, como lo señala Jean Franco, «se ha perdido el mundo mágico de la leyenda indígena»; pero concluye con una «nota utópica», como las personas se convierten en hormigas para transportar el maíz que han cosechado.
Escrito en forma de mito, la novela es experimental, ambiciosa y difícil de comprender. Por ejemplo, su «esquema de tiempo es un tiempo mítico en el que miles de años pueden ser comprimidos y vistos como un momento único»; además, el lenguaje del libro es «estructurado de manera análoga a las idiomas indígenas». Debido a su enfoque inusual, pasó algún tiempo antes de que la novela fue aceptada por los críticos y el público.

### La trilogía bananera
Asturias escribió una trilogía épica sobre la explotación de los indígenas en las plantaciones bananeras, compuesta por las novelas Viento fuerte (1950), El papa verde (1954), y Los ojos de los enterrados (1960). Es un relato ficticio de los resultados del control extranjero sobre la industria bananera de América Central. Al principio, los volúmenes fueron solo publicados en Guatemala en pequeñas cantidades. Su crítica al control extranjero de la industria bananera y la forma en que los indígenas guatemaltecos fueron explotados, finalmente le valió el premio más alto de la Unión Soviética, el Premio Lenin de la Paz. Este reconocimiento marca Asturias como uno de los pocos autores que fueron reconocidos por sus obras literarias tanto en el Occidente como en el bloque comunista durante el período de la Guerra Fría.

### Mulata de tal
Asturias publicó Mulata de tal en 1963, cuando vivía en exilio con su esposa en Génova, Italia. La novela recibió muchas críticas positivas; Ideologies and Literature lo describió como «un carnaval encarnado en la novela. Representa una colisión entre el Mardi Gras maya y el barroco hispano». La obra incluye la mitología maya y la tradición católica para formar una alegoría de creencia distintiva, y surgió como una novela importante en la década de 1960.
Gerald Martin en la Hispanic Review comentó «[es] bastante obvio que todo el arte de esta novela se basa en su lenguaje. En general, Asturias coincide con la libertad visual de los dibujos animados, por utilizar todos los recursos que la lengua española le ofrece. Su uso del color es sorprendente y muchísimo más liberal que en las primeras novelas». Asturias construyó la novela con un uso singular del color, una teoría liberal, y un uso característico de la lengua española. Su novela también recibió el Premio Silla Monsegur para la mejor novela hispanoamericana publicada en Francia.

## Temas

### Identidad
La identidad guatemalteca en la época postcolonial fue influenciada por una mezcla entre la cultura maya y europea. Asturias, mestizo él mismo, propuso un alma nacional híbrida para Guatemala, ladina en su lengua, maya en su mitología. Su búsqueda para crear una auténtica identidad nacional es fundamental en Leyendas de Guatemala y es un tema omnipresente en toda su obra. Cuando el entrevistador Günter W. Lorenz le preguntó cómo percibió su papel como escritor latinoamericano, respondió: «...Sentí que era mi vocación y mi deber de escribir sobre América, que algún día sería de interés para el mundo». Más tarde en la entrevista, Asturias se identificó como portavoz de su pueblo, diciendo, «...Entre los indígenas hay una creencia en el Gran Lengua. Gran Lengua es el portavoz de la tribu. Y en cierto modo eso es lo que he estado: el portavoz de mi tribu».

### Política
A lo largo de la carrera literaria de Asturias, se vio continuamente involucrado en la política. Se opuso abiertamente a la dictadura de Estrada Cabrera, y más tarde se desempeñó como embajador de Guatemala en varios países de América Latina y Europa. Sus opiniones políticas se reflejan en varias de sus obras e incluyen: la colonización española de América Latina y el declive de la civilización maya; los efectos de las dictaduras políticas en la sociedad; y la explotación del pueblo guatemalteco por empresas agrícolas extranjeras.
Leyendas de Guatemala se inspira libremente en la mitología y las leyendas mayas. El autor eligió incluir leyendas que van desde la creación de los mayas hasta la llegada de los conquistadores españoles, cientos de años más tarde. Presenta a los colonizadores españoles en la historia «Leyenda del tesoro del Lugar Florido». En esta historia, un ritual de sacrificio se ve interrumpido por la inesperada llegada de «los hombres blancos». La tribu se dispersa atemorizada por los intrusos, y su tesoro se quede atrás en las manos del hombre blanco. Jimena Sáenz argumenta que esta historia representa la caída de la civilización maya por los conquistadores españoles.
Aunque en El señor presidente no se identifica explícitamente a la sociedad guatemalteca de principios del siglo xx como entorno de la novela, es evidente que el personaje del título fue inspirado en la dictadura de Manuel Estrada Cabrera de 1898-1920. El carácter del presidente rara vez aparece en la historia, pero Asturias hace uso de varios otros personajes para demostrar los terribles efectos de la vida bajo la dictadura. Este libro fue una notable contribución al género de la novela hispanoamericana de la dictadura. Irónicamente, Asturias no pudo publicar el libro en Guatemala durante trece años, a causa de las estrictas leyes de censura de la dictadura de Jorge Ubico, quien gobernó Guatemala entre 1931 y 1944.
Tras el fin de la Segunda Guerra Mundial los Estados Unidos continuamente expandieron su presencia en las economías de América Latina. Compañías tales como la United Fruit Company manipularon políticos y explotaron la tierra, los recursos y los trabajadores guatemaltecos. El efecto general fue devastador en Guatemala e inspiró a Asturias a escribir la trilogía bananera, un conjunto de tres novelas publicadas en 1950, 1954 y 1960. Las tres novelas revuelven en torno a la explotación de los trabajadores agrícolas indígenas y la presencia monopolista de la United Fruit Company en Guatemala.
Asturias, preocupado con la marginación y pobreza de la población maya en Guatemala, creía que el desarrollo socioeconómico en Guatemala era dependiente de una mejor integración de las comunidades indígenas, una distribución más equitativa de la riqueza en el país, y la reducción de las tasas de analfabetismo, entre otros temas prevalentes. La inclusión de algunos de los problemas políticos y socioeconómicos de Guatemala en sus novelas, atrajo la atención internacional a los mismos.

### Naturaleza
Para Asturias, Guatemala y América son un país y un continente marcado por la naturaleza. Nahum Megged destaca que su trabajo encarna la «totalidad fascinante de la naturaleza» y que no utiliza la naturaleza únicamente como telón de fondo para el drama. Observa que en sus libros los personajes que más están en armonía con la naturaleza son los protagonistas, mientras que los que perturban el equilibrio de la naturaleza son los antagonistas. El tema de la personificación erótica de la naturaleza es prevalente en sus novelas, como lo es también en Leyendas de Guatemala cuando escribe, «El trópico es el sexo de la tierra».

## Estilo
Asturias se inspiró en gran medida en la cultura maya de América Central, la cual forma un tema central en muchas de sus obras y tuvo una gran influencia en su estilo de narración.

### Influencia maya

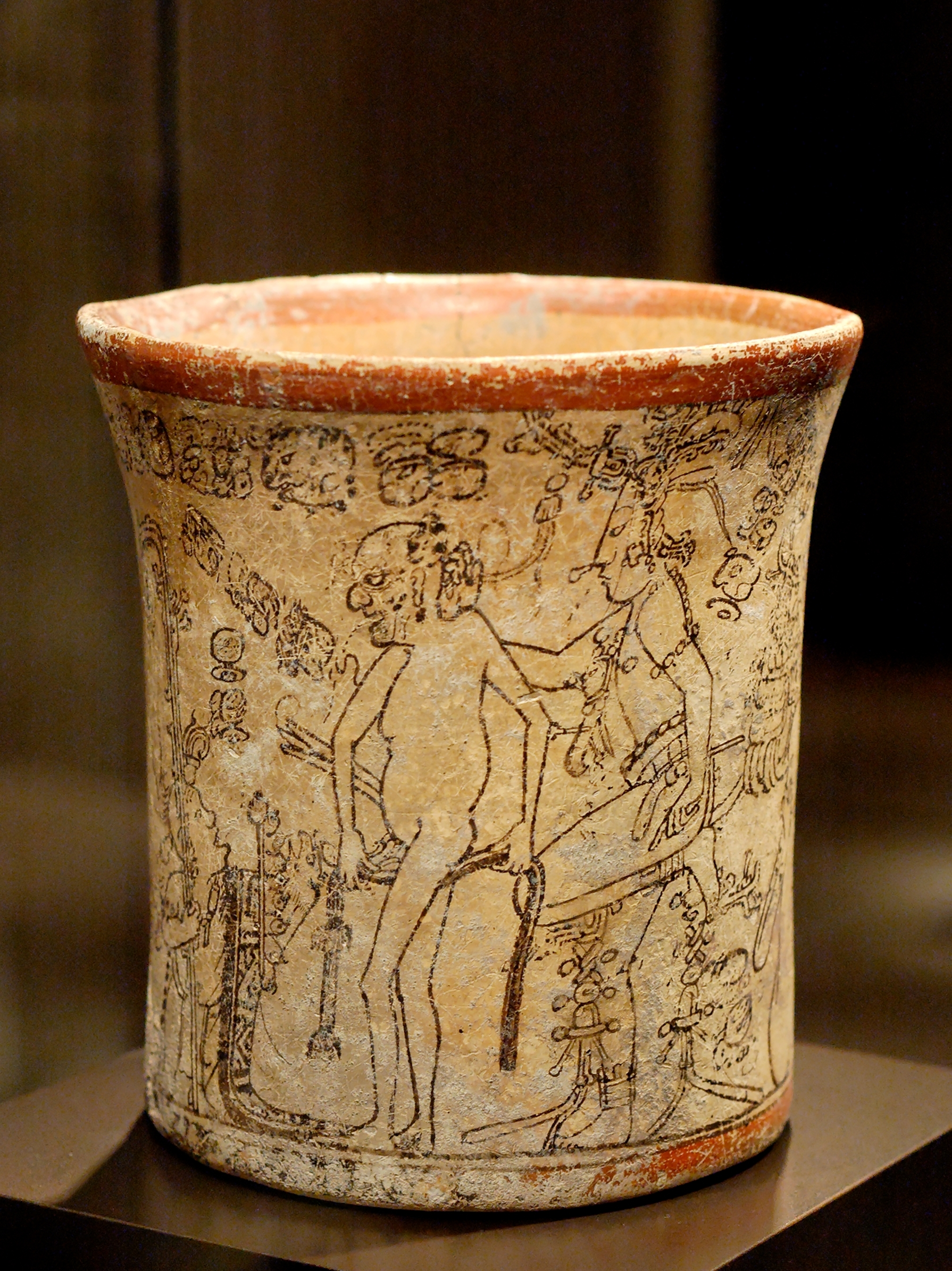
Vaso maya que representa a un señor del inframundo despojado de sus tocados y ropa por la joven divinidad del maíz.

La sociedad guatemalteca que existe hoy en día se fundó sobre una base formada por la cultura maya. Antes de la llegada de los conquistadores españoles, los mayas representaban a una civilización muy avanzada política, económica y socialmente. Esta rica cultura maya ha tenido una influencia innegable en las obras literarias de Asturias. Creía en el carácter sagrado de las tradiciones mayas y trató de revitalizar su cultura con la incorporación de la imaginería y tradición indígena en sus novelas. Asturias, estudió en la Sorbona —la Universidad de París en ese momento— con Georges Raynaud, un experto en la cultura de los maya quichés. En 1926, terminó la traducción del Popol Vuh, el libro sagrado de los quichés. Fascinado por la mitología de los pueblos indígenas de Guatemala, escribió Leyendas de Guatemala. Esta obra narrativa vuelve a contar algunas de las historias folclóricas mayas de su tierra natal.
Ciertos aspectos de la cultura de los indígenas eran de singular interés para Asturias. El maíz es una parte integral de la cultura maya. No solo es un alimento básico, además juega un papel importante en la historia de la creación maya descrito en el Popol Vuh. Esta historia en particular tuvo gran influencia en la novela Hombres de maíz, una fábula mitológica que introduce los lectores a la vida, los costumbres, y la psique del indígena maya.
Asturias, que no habló ningún idioma maya, admite que sus interpretaciones de la psique indígena eran intuitivas y especulativas. Al adoptar tales libertades, hay grandes riesgos de error. No obstante, Lourdes Royano Gutiérrez afirma que su trabajo mantiene su validez, porque en esta situación literaria la intuición sirvió como una mejor herramienta que el análisis científico. Jean Franco clasifica a Asturias como un autor «indigenista», junto con Rosario Castellanos y José María Arguedas. Franco sostiene que estos tres escritores se vieron llevados a «romper con el realismo, precisamente, debido a las limitaciones del género a la hora de representar al indígena». En Hombres de maíz por ejemplo, Asturias utiliza un estilo lírico y experimental que según Franco es una forma más auténtica de representación de la mente de los indígenas, que la prosa tradicional.
Cuando se le preguntó acerca de su método de interpretación de la psique maya, Asturias, fue citado diciendo «Oí mucho, supuse un poco más e inventé el resto». Pese a sus «inventos», su capacidad de incorporar su conocimiento de la etnología maya en sus novelas, hacen su obra auténtica y convincente.

### Surrealismo y realismo mágico
El surrealismo tuvo una influencia importante en las obras de Asturias. Caracterizado por su exploración de la mente subconsciente, el género permitió Asturias a cruzar los límites de la fantasía y la realidad. Aunque las obras de Asturias fueron generalmente consideradas como precursores del realismo mágico, el autor vio muchas similitudes entre ambos géneros. Al discutir la idea del realismo mágico en sus obras, vincula el género explícitamente al surrealismo. Sin embargo, no utilizó el término para describir su propia obra. En cambio, lo usó en referencia a las historias mayas que predatan la conquista de América por los europeos, historias como el Popol Vuh o los Anales de los Xahil. En una entrevista con su amigo y biógrafo Günter W. Lorenz, Asturias discute cómo estas historias encajan su punto de vista del realismo mágico y como se relacionan con el surrealismo, diciendo: «Entre el "real" y el "mágico" hay una tercera clase de realidad. Se trata de una fusión de lo visible y lo tangible, la alucinación y el sueño. Es similar a lo que los surrealistas alrededor de [André] Breton querían y es lo que podríamos llamar "realismo mágico"». A pesar de que ambos géneros tienen mucho en común, el realismo mágico suele ser asociado con la literatura de América Latina.
Como se mencionó anteriormente, la cultura maya fue una inspiración importante para Asturias. Veía una relación directa entre el realismo mágico y la mentalidad indígena, diciendo: «...un indígena o un mestizo en una pequeña aldea podría describir cómo vio una enorme piedra convertirse en una persona o un gigante, o una nube en una piedra. Eso no es una realidad tangible, sino que implica una comprensión de las fuerzas sobrenaturales. Por eso, cuando tengo que darle una etiqueta literaria, lo llamo "realismo mágico"». En el mismo sentido, Lourdes Royano Gutiérrez, argumenta que el pensamiento surrealista no es del todo diferente de la visión del mundo indígena o mestiza. Royano Gutiérrez describe esta visión del mundo como una en la que el límite entre realidad y sueño es poroso, no es concreto. De la citas de Asturias y Royano Gutiérrez se desprende que el realismo mágico se consideró un género adecuado para representar los pensamientos de un personaje indígena. El estilo del surrealismo y realismo mágico se ejemplifica en las obras Mulata de tal y El señor presidente.

### Uso del lenguaje
Asturias fue uno de los primeros novelistas latinoamericanos a darse cuenta del enorme potencial del lenguaje en la literatura. Tenía un estilo lingüístico muy profundo que empleaba para transmitir su visión literaria. En sus obras, el lenguaje es más que una forma de expresión o un medio para un fin, y puede ser muy abstracto. No es que el lenguaje da vida a su obra, sino que la forma orgánica del lenguaje utilizado por Asturias, tiene una vida propia dentro de su obra («El lenguaje tiene vida propia»).
Así, en Leyendas de Guatemala se nota un estilo rítmico y musical a la escritura. En muchas de sus obras utilizó técnicas que también se observan en textos precolombinos, como onomatopeyas, repeticiones y simbolismo. Su interpretación moderna del estilo de la escritura maya, se convirtió más tarde en su propio estilo característico. Asturias, sintetizó la dicción litúrgica encontrada en el Popol Vuh, con un vocabulario colorido y exuberante. Este estilo característico ha sido llamado «barroquismo tropical» por Royano Gutiérrez en su análisis de sus obras más importantes.
En Mulata de tal, Asturias fusiona el surrealismo con la tradición indígena en algo llamado «el Gran Lengua». En esta tradición maya, las personas confieren poder mágico a ciertas palabras y frases, de forma similar al canto de una bruja o una maldición. En sus narraciones, Asturias devuelve el poder a las palabras y les permite hablar por sí mismos: «Los toros toronegros, los toros torobravos, los toros torotumbos, los torostorostoros».
Asturias utiliza un vocabulario maya significativo en sus obras. Para un mejor entendimiento de la rica combinación de las palabras coloquiales guatemaltecas e indígenas, se ha incluido un glosario al final de Hombres de maíz, Leyendas de Guatemala, El señor presidente, Viento fuerte, y El papa verde.

## Legado
Después de su muerte en 1974, el gobierno reconoció su contribución a la literatura guatemalteca mediante la creación de premios literarios y becas en su nombre. Uno de ellos es el premio literario más distinguido del país, el Premio Nacional de Literatura «Miguel Ángel Asturias». Además, en su honor el teatro nacional de la Ciudad de Guatemala, el Centro Cultural Miguel Ángel Asturias, lleva su nombre.
Asturias es recordado como un hombre que creía firmemente en el reconocimiento de la cultura indígena en Guatemala. En las palabras de Gerald Martin, Asturias es uno de los «escritores ABC» —Asturias, Borges, Carpentier— quienes, según Martin, «realmente iniciaron el modernismo latinoamericano». Por su experimentación con estilo y lenguaje, algunos científicos lo consideran un precursor del realismo mágico.
Los críticos comparan su obra de ficción a la de Franz Kafka, James Joyce y William Faulkner por su uso del estilo de «corriente de la conciencia». Su obra ha sido traducida en numerosos idiomas, incluyendo inglés, francés, alemán, sueco, italiano, portugués, ruso y muchos más.

## Obras seleccionadas
Lo que sigue es una lista de obras seleccionadas. Se puede encontrar una lista más completa en la página web del Premio Nobel, o en Bibliografía de Miguel Ángel Asturias.
| Género              | Título                                                             | Año de publicación |
| ------------------- | ------------------------------------------------------------------ | ------------------ |
| Novelas             | El señor presidente                                                | 1946               |
| Novelas             | Hombres de maíz                                                    | 1949               |
| Novelas             | Viento fuerte                                                      | 1950               |
| Novelas             | El papa verde                                                      | 1954               |
| Novelas             | Los ojos de los enterrados                                         | 1960               |
| Novelas             | El alhajadito                                                      | 1961               |
| Novelas             | Mulata de tal                                                      | 1963               |
| Novelas             | Maladrón (Epopeya de los Andes verdes)                             | 1969               |
| Novelas             | Viernes de dolores                                                 | 1972               |
| Cuentos             | Rayito de estrella                                                 | 1925               |
| Cuentos             | Leyendas de Guatemala                                              | 1930               |
| Cuentos             | Week-end en Guatemala                                              | 1956               |
| Cuentos             | Clarivigilia primaveral                                            | 1965               |
| Cuentos             | El espejo de Lida Sal                                              | 1967               |
| Cuentos             | Tres de cuatro soles                                               | 1971               |
| Teatro              | Soluna; comedia prodigiosa en dos jornadas y un final              | 1955               |
| Teatro              | La audiencia de los confines; Crónica en tres andanzas             | 1957               |
| Teatro              | Teatro: Chantaje, Dique seco, Soluna, La audiencia de los confines | 1964               |
| Teatro              | El Rey de la Altaneria                                             | 1968               |
| Libretos para ópera | Emulo Lipolidón: fantomima                                         | 1935               |
| Libretos para ópera | Imágenes de Nacimiento                                             |                    |
| Poesía              | Rayito de estrella; fantomima                                      | 1929               |
| Poesía              | Emulo Lipolidón: fantomima                                         | 1935               |
| Poesía              | Sonetos                                                            | 1936               |
| Poesía              | Alclasán; fantomima                                                | 1940               |
| Poesía              | Con el rehén en los dientes: Canto a Francia                       | 1942               |
| Poesía              | Anoche, 10 de marzo de 1543                                        | 1943               |
| Poesía              | Poesía: Sien de alondra                                            | 1949               |
| Poesía              | Ejercicios poéticos en forma de soneto sobre temas de Horacio      | 1951               |
| Poesía              | Alto es el Sur: Canto a la Argentina                               | 1952               |
| Poesía              | Bolívar: Canto al Libertador                                       | 1955               |
| Poesía              | Nombre custodio e imagen pasajera                                  | 1959               |
| Poesía              | Clarivigilia primaveral                                            | 1965               |
| Poesía              | Sonetos de Italia                                                  | 1965               |
| Ensayos             | Sociología guatemalteca: El problema social del indio (tesis)      | 1923               |
| Ensayos             | La arquitectura de la vida nueva                                   | 1928               |
| Ensayos             | Carta aérea a mis amigos de América                                | 1952               |
| Ensayos             | Rumania; su nueva imagen                                           | 1964               |
| Ensayos             | Latinoamérica y otros ensayos                                      | 1968               |
| Ensayos             | Comiendo en Hungría (relato de viajes, coescrito con Pablo Neruda) | 1969               |
| Ensayos             | América, fábula de fábulas y otros ensayos                         | 1972               |

## Filmografía
Algunas de las películas basadas en sus obras son:
- Tres historias fantásticas (1964) (Argentina). Episodio El venado de las siete rosas sobre su cuento homónimo.
- Soluna (1967) (Argentina)
- El señor Presidente, (Argentina) dirigida en 1969 por Marcos Madanes.
- El Señor Presidente, coproducción de Cuba, Francia y Nicaragua dirigida en 1983 por Manuel Octavio Gómez.
- Señor Presidente, película de Venezuela, dirigida en 2007 por Rómulo Guardia.

## Amistades literarias y artísticas
Durante sus años y a lo largo de sus viajes, Miguel Ángel Asturias estableció varias amistades con diferentes académicos y escritores. Entre ellas destacan su amistad con Pablo Neruda, a quien conoció en 1940 en México, Giuseppe Bellini, académico italiano, y Cristóbal Humberto Ibarra, escritor salvadoreño, para quien escribió el prólogo de su libro Cuentos de sima y cima.